# Кенні Роша Сантуш
Кенні Роша Сантуш (порт. Kenny Rocha Santos; нар. 3 січня 2000, Сан-Вісенте, Кабо-Верде) — кабовердійський футболіст, півзахисник бельгійського клубу «Остенде» та національної збірної Кабо-Верде.

## Клубна кар'єра

### «Сент-Етьєн»
Народився на Сан-Вісенте, Кабо-Верде. 25 листопада 2016 року у 16-річному віці підписав перший професіональний контракт, з «Сент-Етьєном». Спочатку його використовували в молодіжній команді, де Кенні носив капітанську пов'язку. На професіональному рівні провів дебютував 1 лютого 2017 року в програому (0:3) матчі Кубку Франції проти «Осера». У французькій Лізі 1 дебютував в програному (0:1) домашньому поєдинку 27-го туру проти «Кана».

### «Нансі»
У липні 2019 року Роша Сантуш вільним агентом перейшов до клубу французької Ліги 2 «Нансі», з яким підписав 3-річний контракт. У чемпіонаті Франції дебютував за «Нансі» 2 серпня 2019 року в нічийному (1:1) поєдинку проти «Валансьєна».

### «Остенде»
31 травня 2021 року офіційном оголосили про перехід Кенні Роши Сантуша в «Остенде». У футболці нового клубу дебютував 24 липня 2021 року в програному (0:3) домашньому поєдинку 1-го туру Ліги Жупіле проти «Шарлеруа». Кенні вийшов на поле в стартовому складі та відіграв увесь матч.

## Кар'єра в збірній
У футболці національної збірної Кабо-Верде дебютував 14 липня 2017 року в програному (0:4) домашньому поєдинку проти Буркіна-Фасо.
Потрапив до списку гравців, які поїхали на Кубок африканських націй 2021 року.

## Статистика виступів

### Клубна
Станом на 24 грудня 2017.
| Сезон                   | Команда                 | Чемпіонат               | Чемпіонат | Чемпіонат | Нац. кубок | Нац. кубок | Нац. кубок | Конт. кубок | Конт. кубок | Конт. кубок | Інші кубки | Інші кубки | Інші кубки | Загалом | Загалом | Загалом |
| Сезон                   | Команда                 | Змаг.                   | Матчі     | Голи      | Змаг.      | Матчі      | Голи       | Змаг.       | Матчі       | Голи        | Змаг.      | Матчі      | Голи       | Матчі   | Голи    |         |
| ----------------------- | ----------------------- | ----------------------- | --------- | --------- | ---------- | ---------- | ---------- | ----------- | ----------- | ----------- | ---------- | ---------- | ---------- | ------- | ------- | ------- |
| 2016-2017               | «Сент-Етьєн»            | Л1                      | 3         | 0         | КФ+КФЛ     | 1+0        | 0          |             | -           | -           |            | -          | -          | 4       | 0       |         |
| 2017-2018               | «Сент-Етьєн»            | Л1                      | 0         | 0         | КФ+КФЛ     | 0          | 0          |             | -           | -           |            | -          | -          | 0       | 0       |         |
| 2018-2019               | «Сент-Етьєн»            | Л1                      | 1         | 0         | КФ+КФЛ     | 1+0        | 1+0        |             | -           | -           |            | -          | -          | 2       | 1       |         |
| Загалом за «Сент-Етьєн» | Загалом за «Сент-Етьєн» | Загалом за «Сент-Етьєн» | 4         | 0         |            | 2          | 1          |             | -           | -           |            | -          | -          | 6       | 1       |         |
| 2019-2020               | «Нансі»                 | Л2]                     | 26        | 0         | КФ+КФЛ     | 0+3        | 0+0        |             | -           | -           |            | -          | -          | 29      | 0       |         |
| 2020-2021               | «Нансі»                 | Л2                      | 35        | 6         | КФ         | 1          | 0          |             | -           | -           |            | -          | -          | 36      | 6       |         |
| Загалом за «Нансі»      | Загалом за «Нансі»      | Загалом за «Нансі»      | 51        | 6         |            | 4          | 0          |             | -           | -           |            | -          | -          | 55      | 6       |         |
| 2021-2022               | «Остенде»               | Д1                      | 11        | 0         | КБ         | 2          | 0          |             | -           | -           |            | -          | -          | 13      | 0       |         |
| Усього за кар'єру       | Усього за кар'єру       | Усього за кар'єру       | 66        | 6         |            | 8          | 1          |             | -           | -           |            | -          | -          | 74      | 7       |         |

### У збірній

#### По роках
Станом на 31 липня 2020
| Національна збірна | Рік     | Матчі | Голи |
| ------------------ | ------- | ----- | ---- |
| Кабо-Верде         | 2017    | 1     | 0    |
| Кабо-Верде         | 2018    | 1     | 0    |
| Кабо-Верде         | 2019    | 1     | 0    |
| Кабо-Верде         | 2020    | 1     | 0    |
| Загалом            | Загалом | 4     | 0    |

#### По матчах
| Дата       | Місто            | Господарі                        | Результат | Гості                            | Турнір                                    | Голи | Примітки |
| ---------- | ---------------- | -------------------------------- | --------- | -------------------------------- | ----------------------------------------- | ---- | -------- |
| 14-11-2017 | Уагадугу         | Буркіна-Фасо                     | 4 – 0     | Кабо-Верде                       | Відбір до ЧС 2018                         | -    | 74'      |
| 3-6-2018   | Кова-да-Пієдаді  | Андорра                          | 0 – 0     | Кабо-Верде                       | товариський матч                          | -    | 79'      |
| 10-10-2019 | Фос-сюр-Мер      | Кабо-Верде                       | 2 – 1     | Того                             | товариський матч                          | -    | 46'      |
| 7-10-2020  | Андорра-ла-Велья | Андорра                          | 1 – 2     | Кабо-Верде                       | товариський матч                          | -    | 62'      |
| 8-6-2020   | Дакар            | Сенегал                          | 2 – 0     | Кабо-Верде                       | товариський матч                          | -    | 64'      |
| 1-9-2021   | Дуала            | Центральноафриканська Республіка | 1 – 1     | Кабо-Верде                       | Відбір до ЧС 2022                         | -    | 5' 75'   |
| 7-9-2021   | Прая             | Кабо-Верде                       | 1 – 2     | Нігерія                          | Відбір до ЧС 2022                         | -    |          |
| 7-10-2021  | Аккра            | Ліберія                          | 1 – 2     | Кабо-Верде                       | Відбір до ЧС 2022                         | -    |          |
| 10-10-2021 | Прая             | Кабо-Верде                       | 1 – 0     | Ліберія                          | Відбір до ЧС 2022                         | -    | 60'      |
| 13-11-2021 | Мінделу          | Кабо-Верде                       | 2 – 1     | Центральноафриканська Республіка | Відбір до ЧС 2022                         | -    |          |
| 16-11-2021 | Лагос            | Нігерія                          | 1 – 1     | Кабо-Верде                       | Відбір до ЧС 2022                         | -    | 66'      |
| 9-1-2022   | Яунде            | Ефіопія                          | 0 – 1     | Кабо-Верде                       | Кубок африканських націй 2021 - 1-й раунд | -    |          |
| 13-1-2022  | Яунде            | Кабо-Верде                       | 0 – 1     | Буркіна-Фасо                     | Кубок африканських націй 2021 - 1-й раунд | -    |          |
| Усього     |                  | Матчів                           | 13        |                                  | Голів                                     | 0    |          |